# Нейтральный патруль
Нейтральный патруль (англ. Neutrality Patrol) — организованное американскими государствами (в том числе и Соединёнными Штатами) постоянное патрулирование кораблями ВМС США вод вокруг американского континента.
Начато по приказу президента Рузвельта от 5 сентября 1939 года в ответ на агрессию Германии против Польши, вскоре переросшую во Вторую мировую войну. Официальной целью патрулирования являлось обнаружение любых воздушных, надводных и подводных сил военно-морских флотов воюющих сторон, приближавшихся к побережью США или Вест-Индии. Фактически же боевые корабли США содействовали охране британских атлантических конвоев. «Нейтральный патруль» просуществовал до вступления США в войну, спровоцированного нападением японского флота на Пёрл-Харбор.

## История организации
Немедленно после нападения Германии на Польшу, случившегося 1 сентября 1939 года и вызвавшего войну в Европе, американский президент Франклин Рузвельт объявил о нейтралитете США.
На конгрессе министров иностранных дел американских республик, открывшемся 25 сентября 1939 года в Панаме, глава американской делегации С. Уэллес представил на рассмотрение и утверждение панамериканских республик план организации патрулирования западной Атлантики. План был утверждён большинством голосов при нескольких воздержавшихся. 2 октября 1939 года был опубликован акт Панамского конгресса, в котором указывалось, что единая политика всех американских республик заключается в том, чтобы не допускать распространения войны на западное полушарие. Этот акт запрещал всем воюющим странам проводить военные операции в пределах границы, проходящей приблизительно от точки 20° северной широты и 60° западной долготы к точке, расположенной приблизительно на 600 миль южнее острова Фогу (острова Зелёного мыса), и далее на юго-запад параллельно побережью Южной Америки. Бремя несения патрульной службы было возложено на ВМС США.
На следующий день после подписания акта Морским министерством США началась организация патрульных формирований кораблей. К 12 сентября организация была завершена.

## Патрульные формирования «Нейтрального патруля»

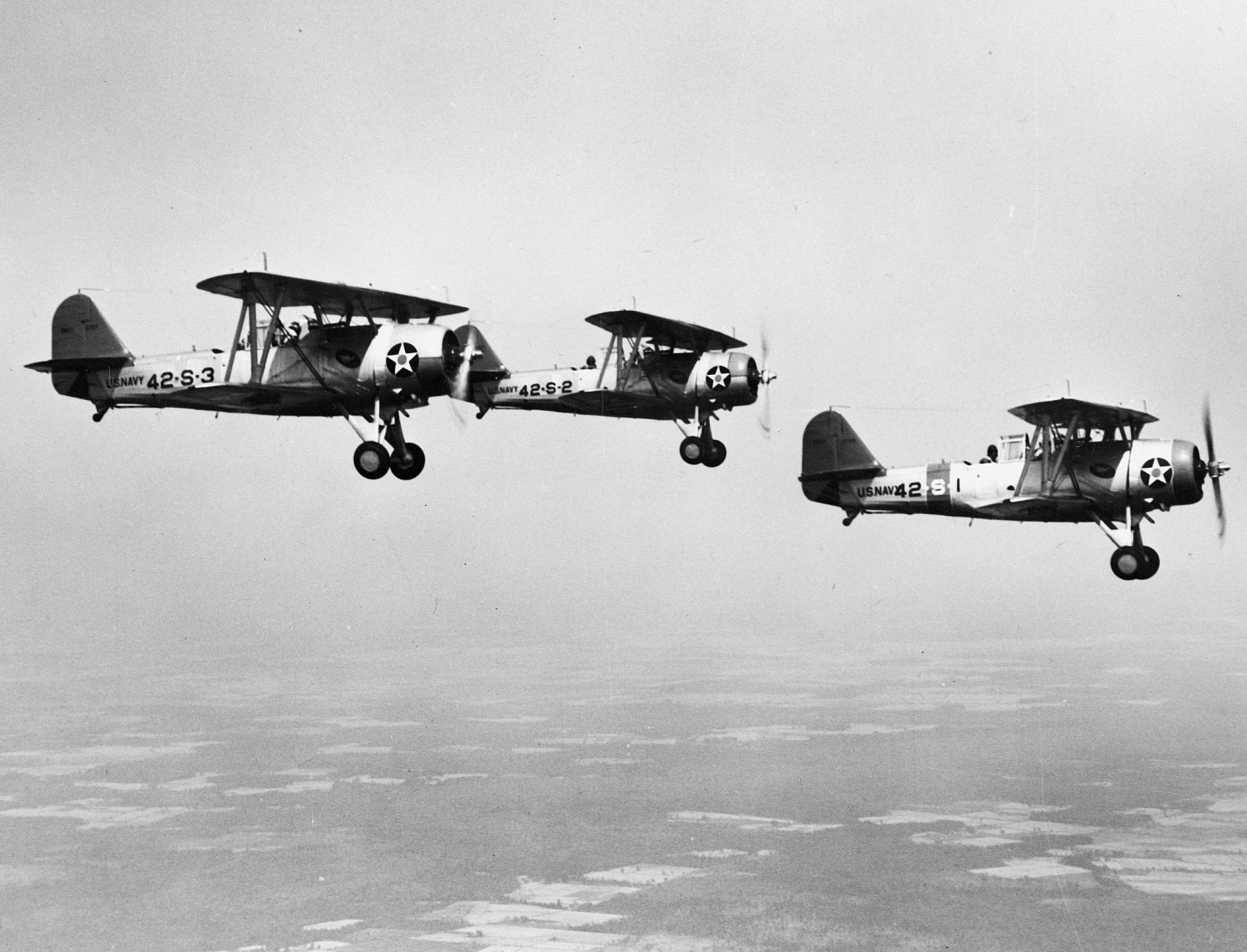
Пикирующие бомбардировщики SBU-1 «Нейтрального патруля» на задании, 1940 год.

Ниже представлен список патрульных формирований по состоянию на момент организации:
| Номер формирования | Зона ответственности                                                                                       | Командир                   | Состав |
| ------------------ | --- | -------------------------- | --- |
| «0»                | от залива Пласентиа и Галифакса до параллели 40° с. ш.                                                     | кэптен Денфельд            | дивизион эскадренных миноносцев: 18 единиц, в их числе Davis, Jouett, Benham, Ellet                        |
| «1»                | вдоль линии, идущей на северо-запад и юго-восток от Джорджес Шоал                                          | лейтенант-коммандер Эванс  | Hamilton и Leary                                                                                           |
| «2»                | от Ньюпорта через точку 43°05′ с. ш. 65°30′ з. д. до точки 37°50′ с. ш. 70°20′ з. д.                       | коммандер Мур              | Hopkins, Goff, Patron 54, Owl                                                                              |
| «3»                | между плавучим маяком в Чесапикском заливе и точками 37°50′ с. ш. 70°20′ з. д. и 34°10′ с. ш. 73°05′ з. д. | кэптен Гринман             | Decatur, Barry, Reuben James, Manley, Patron 52 и Patron 53                                                |
| «9»                | в районе между Ньюпортом и мысом Хаттерас в 300 милях от побережья                                         | кэптен Бастедо             | тяжёлые крейсера Quincy и Vincennes                                                                        |
| «6»                | во Флоридском и Юкатанском проливах и соседних с ними водах                                                | лейтенант-коммандер Паркер | эсминцы Babbitt и Claxton                                                                                  |
| «7» и «8»          | по усмотрению их командира в восточной зоне Карибского моря к югу от параллели 23°10' с. ш.                | контр-адмирал Пикенс       | San Francisco, Tuscaloosa, Truxton, Simpson, Patron 33, Lapwing, Broome, Borie, Patron 51, Gannet и Thrush |

Часть сил находилась в резерве. В состав резервного формирования входили 4 линкора и авианосец Ranger, базировавшиеся на Хэмптон-Роудс, а также части морской авиации, базировавшиеся на берегу.
Впоследствии районы патрулирования неоднократно менялись, а по мере усиления мощи ВМС США в Атлантическом океане менялся также качественный и количественный состав патрульных формирований.

## Потери «Нейтрального патруля»
31 октября 1941 года немецкой подводной лодкой U-552 потоплен американский эсминец Reuben James, шедший в охранении конвоя HX-156. Reuben James стал первым американским кораблём, потопленным во Второй мировой войне.